# IC 1639
IC 1639 је галаксија у сазвјежђу Кит која се налази на листи објеката дубоког неба у Индекс каталогу.
Деклинација објекта је - 0° 39' 50" а ректасцензија 1h 11m 46,5s. Привидна величина (магнитуда) објекта IC 1639 износи 13,1 а фотографска магнитуда 14,1. Налази се на удаљености од 32,5 милиона парсека од Сунца. IC 1639 је још познат и под ознакама UGC 750, MCG 0-4-31, MK 562, CGCG 385-23, NPM1G -00.0039, PGC 4292.